# إرنست بلاكويل
إرنست بلاكويل (بالإنجليزية: Ernest Blackwell)‏ (19 يوليو 1894 بشفيلد في المملكة المتحدة - 16 أكتوبر 1964 بشفيلد في المملكة المتحدة) هو لاعب كرة قدم بريطاني (وحمل سابقاً جنسية المملكة المتحدة لبريطانيا العظمى وأيرلندا) في مركز حراسة المرمى. لعب مع سكونثورب يونايتد وشيفيلد وينزداي وشيفيلد يونايتد.